# Gino Bibbi
Gino Bibbi (Avenza, 5 febbraio 1899 – Carrara, 8 agosto 1999) è stato un anarchico italiano, militante antifascista (cugino di Gino Lucetti, attentatore alla vita di Mussolini) e aviatore per conto dei repubblicani nella rivoluzione spagnola.

## Biografia

### Formazione Personale e Anarchica
Bibbi nasce ad Avenza, il 5 febbraio del 1899, figlio di un imprenditore del legname. Già sottotenente di fanteria, studia da ingegnere al Politecnico di Milano, dove conosce, nel 1922, Camillo Berneri. Nel '23 viene pestato a sangue dai fascisti, dopo aver lanciato in faccia al gerarca Renato Ricci, nel centro di Carrara, volantini che definivano Mussolini «tragico pagliaccio». In seguito, durante un'altra aggressione fascista, viene ridotto in modo tale che sua madre, al solo vederlo, ne morrà di crepacuore.
Nel 1926, con la complicità di altri anarchici (la sorella Maria, il triestino Umberto Tommasini, il bresciano Leandro Sorio e il carrarino Stefano Vatteroni), fornisce la bomba SIPE che il cugino Gino Lucetti lancerà a Roma, l'11 settembre 1926, contro l'auto del duce. La bomba esploderà, ma Mussolini rimarrà illeso.
Gino Bibbi e la sorella Maria vengono arrestati 24 ore dopo l'attentato. La mancanza di prove lo farà passare dal carcere al confino, prima ad Ustica e poi a Lipari.
Viene torchiato ad ogni occasione, ogni qual volta la polizia segreta fascista si trova ad indagare su episodi come l'attentato alla Fiera di Milano del 1928.
Di lui si occupa il commissario Rizzo, lo stesso che "curava" l'espropriatore anarchico Sante Pollastri e l'anarchico individualista Giuseppe Mariani, autore della strage al teatro Diana di Milano, nel 1921.
Con il pretesto di completare gli studi di ingegneria, riesce a farsi trasferire al Carcere dell'Ucciardone di Palermo, da dove evade imbarcandosi per Tunisi su una nave argentina, grazie alla complicità di marinai anarchici.
Da Tunisi, raggiunge Parigi dove impara a pilotare un aereo, insieme al fratello di Francisco Franco, Ramon, esule repubblicano in Francia. Passa in Spagna, dove, insieme a Gigi Damiani, prepara un piano per far evadere Errico Malatesta, sequestrato dal regime fascista nel sua casa nel quartiere Trionfale a Roma. Alcune soffiate allertano l'OVRA, e il progetto abortisce.
Nel 1934 apre un'officina a Valencia e viene accusato dal console italiano di produrre armi per gli anarchici. Nel 1936, allo scoppio della guerra civile, diviene pilota da caccia dell'aviazione repubblicana che, però, si sta trasformando rapidamente in un feudo stalinista. Bibbi, sfruttando le sue competenze ingegneristiche, sperimenta nuove armi per il Comitato Centrale delle Milizie di Catalogna, fra cui un lanciarazzi teleguidato con un raggio d'azione di 10 km. Gli viene commissionato un progetto di siluro teleguidato per attaccare le navi fasciste che bloccano i porti spagnoli. Nel dicembre del 1936 viene arrestato dalla polizia repubblicana e accusato di essere «una spia di Mussolini».
L'intervento del comitato regionale della CNT di Valencia gli salva la vita.
Il 20 febbraio del 1937, ad Alicante, viene nuovamente arrestato dalla Guardia de Asalto (stalinista) insieme a Umberto Tommasini e ad altri tre compagni, nonostante avessero un'autorizzazione del Ministero della Marina e dell'Aviazione per compiere atti di sabotaggio nel porto franchista di Ceuta, in Marocco, utilizzando mine subacquee.
Rinchiusi in una ceka (prigione privata comunista) vengono detenuti per settimane, interrogati, minacciati, malmenati. Tommasini riesce ad evadere.
Solo l'intervento di Garcia Oliver, ministro della Giustizia, presso il ministro degli Interni, il socialista Galarza che ne aveva disposto l'arresto, riuscirà a salvarlo.
Dopo questa esperienza, Bibbi lascia la Spagna, pur continuando ad interessarsi, da Parigi, di altre azioni contro il fascismo e contro lo stalinismo. Fonda un gruppo anarchico indipendente.
Con Tommasini, nel 1937, progetta un nuovo attentato al duce, che non verrà però portato a termine. Passato in Francia alla fine della guerra spagnola, è internato presso il campo di internamento di Gurs. Durante l'occupazione tedesca della Francia, riesce a nascondersi e quindi a tornare in Italia dove partecipa alla resistenza. È tra gli anarchici che libereranno Carrara dai fascisti.
Poi si rifugia in Brasile per un qualche periodo. Tornerà a Carrara nel 1948 e prenderà alloggio nelle case popolari di via Beccheria, insieme alla moglie e a due figli.
Aderisce alla Federazione Anarchica Italiana, da cui si ritira a metà degli anni cinquanta, «perché troppo subalterna al Partito Comunista Italiano».
Nel convegno dell'Internazionale delle Federazioni Anarchiche del settembre 1968 a Carrara - quello cui intervenne Daniel Cohn-Bendit - è parte attiva nella rottura con i giovani del maggio francese:
«Sono venuti a proporre il fronte unito delle sinistre! Roba di cinquant'anni fa. Un suicidio!».
Il pericolo stalinista è diventato una tale ossessione per lui che all'inizio degli anni settanta si dirà che era arrivato a simpatizzare per "Nuova Repubblica", movimento fondato da Randolfo Pacciardi, vecchio amico ed ex-comandante della Brigata Garibaldi in Spagna.
Fatto sta che si estranea del tutto dal movimento anarchico.

## Morte
Alla fine della sua vita si dichiarerà anarchico individualista. Muore a Carrara l'8 agosto 1999, a più di cento anni. Si è fatto poi cremare, con il fazzoletto rosso e nero annodato al collo.
Le ceneri sono seppellite nel cimitero di Turigliano.